# The Fray
I The Fray sono un gruppo musicale statunitense nato a Denver in Colorado. Hanno debuttato con l'album How to Save a Life, di cui il secondo singolo estratto, omonimo, ha scalato le classifiche di Canada, Australia, Nuova Zelanda, Stati Uniti e buona parte dell'Europa.

## Storia del gruppo

### Fondazione e primi EP (2002-2005)
Nella primavera del 2002, gli studenti Isaac Slade e Joe King si incontrano in un negozio di chitarre locale. Presto cominciano a incontrarsi regolarmente cominciando a scrivere canzoni. Poco dopo si aggiungono Zach Johnson e il fratello di Isaac Slade, Caleb. Johnson lascia la band per entrare in una scuola d'arte a New York. Wysocki diventa così il batterista della band. L'unione fraterna diventò l'ispirazione per How to Save a Life, che uscirà anni dopo. Successivamente Caleb abbandonerà la band e si unirà Welsh.
La band scelse il nome "The Fray" in seguito a un evento accaduto durante la festa di diploma di Caleb Slade. Il nome, dicevano, si addiceva alla band perché litigavano sempre (Fray in inglese significa disputa) durante la composizione delle loro canzoni.
Nel 2002 la band pubblica Movement EP, una collezione di quattro canzoni. Furono prodotte davvero pochissime copie e l'album è tuttora non disponibile per l'acquisto. Da quest'ultimo non venne estratto nessun singolo. L'anno dopo, pubblicano Reason, raccogliendo diversi pareri positivi dalle critiche locali. Nonostante queste critiche positive, trovarono difficile riuscire a lanciare un singolo. La radio di Denver rifiutò ben otto delle loro canzoni, prima che presentassero Over My Head (Cable Car). La canzone raccolse un buon successo e la stazione radiofonica di Denver divenne molto famosa.

### Il successo (2006-2010)
Nel settembre del 2006 pubblicano il loro album di debutto, How to Save a Life, da cui sarà estratto il singolo omonimo. Questo è il disco di debutto planetario della band, poiché i primi due EP uscirono solo negli Stati Uniti d'America. Il gruppo è diventato molto noto grazie alla canzone How to Save a Life, utilizzata come colonna sonora da alcune serie televisive di successo.
Il primo singolo estratto è stato in realtà Over My Head (Cable Car), entrato nella Billboard Hot 100 nel febbraio 2006. La "title track" è entrata nella classifica statunitense nell'aprile 2006 ed ha raggiunto la posizione numero 3. Il terzo singolo estratto dall'album è stato Look After You.
Per promuovere l'album in studio, il gruppo ha pubblicato anche un album dal vivo intitolato Live at the Electric Factory: Bootleg No. 1 (luglio 2006). Si tratta della registrazione di un concerto tenuto il 21 maggio precedente a Philadelphia.
Nel settembre 2007 è stato pubblicato un altro album live, Acoustic in Nashville: Bootleg No. 2, registrato alla fine del 2006. Nell'ottobre 2007 è stato ripubblicato l'EP del 2003 Reason. Inoltre, quale singolo natalizio, è stata diffusa la cover del brano di John Lennon e Yōko Ono Happy Xmas (War Is Over), i cui proventi sono stati destinati al progetto no-profit Reverb.
Nel luglio 2008 la band ha finito di registrare il disco The Fray pubblicato nel febbraio 2009. L'album, prodotto da Aaron Johnson e Mike Flynn e registrato da Warren Huart (come il precedente disco d'esordio), è stato associato ad un documentario diretto da Rod Blackhurst e intitolato Fair Fight. Il singolo di lancio You Found Me ha debuttato nel dicembre 2009 e rappresenta il primo brano del gruppo a raggiungere la vetta della classifica in Australia. Con il successo del singolo (oltre due milioni di download), il disco si è posizionato direttamente al primo posto della classifica Billboard 200.
Nel 2009 sono stati pubblicati anche i brani Be the One (scritto in occasione di San Valentino) e Heartless (cover di Kanye West) incluse nell'edizione deluxe dell'album The Fray e anche nel live The Fray: Live from SoHo, pubblicate nel novembre 2009. Il secondo singolo estratto da The Fray è stato Never Say Never, seguito da Syndicate (gennaio 2010). Questi brani non hanno replicato il successo del singolo di lancio.
Il gruppo ha collaborato con Timbaland per il suo album Shock Value II, in particolare nella canzone Undertow, pubblicato nel dicembre 2009. Nel novembre dello stesso anno (2009) è stato pubblicato l'EP Christmas in download gratuito sul sito ufficiale del gruppo. L'EP contiene cinque tracce acustiche, tutte cover di pezzi natalizi registrati a Nashville.

### Anni 2010
Il successivo e terzo album in studio del gruppo, Scars & Stories viene prodotto da Brendan O'Brien (già con Pearl Jam, Bruce Springsteen e Rage Against the Machine). Il titolo del disco è stato annunciato nel settembre 2011, insieme alla presentazione del singolo Heartbeat. Nel frattempo il gruppo ha partecipato alla compilation-tributo a Buddy Holly Listen to Me: Buddy Holly pubblicata nel settembre 2011.
Poco prima della pubblicazione di un altro singolo (Run for Your Life, marzo 2012), il disco Scars & Stories viene pubblicato nel febbraio 2012. L'album ha raggiunto la quarta posizione della Billboard 200.
Nell'ottobre 2013 viene pubblicato il singolo Love Don't Die, che anticipa l'uscita dell'album Helios prevista per il febbraio 2014.
Il 9 settembre 2016, i Fray hanno pubblicato un nuovo singolo, Singing Low, che è incluso anche nel loro album dei più grandi successi, Through the Years: The Best of the Fray , annunciato insieme all'uscita del singolo. È stato pubblicato il 4 novembre 2016. Alla fine del 2016, la band è andata in tournée per promuovere l'album.

### La pausa e il ritorno (2019-presente)
Nel luglio 2019, Slade ha rivelato in un'intervista che la band si sarebbe presa una pausa dopo aver adempiuto al contratto di cinque dischi con la Epic Records, dicendo che volevano concentrarsi maggiormente sulla propria libertà "suonando gli spettacoli che vogliamo e selezionando e scegliendo".
Il 12 marzo 2022, Isaac Slade ha annunciato che avrebbe lasciato la band. La sua ultima esibizione con la band ha avuto luogo il 14 maggio 2022 al Geneese Theatre di Waukegan, Illinois.
Il 31 luglio 2024 esce il singolo Time Well Wasted, che segna il ritorno discografico del trio sulle scene musicali ma senza il ritorno della voce principale Isaac Slade.

## Formazione

### Formazione attuale
- Joe King – chitarra ritmica, cori (2002-presente)
- Dave Welsh – chitarra solista (2002-presente)
- Ben Wysocki – batteria, percussioni (2003-presente)

### Ex componenti
- Isaac Slade – voce, pianoforte (2002-2022)
- Zach Johnson – batteria (2002-2003)
- Caleb Slade – basso (2002)
- Mike Ayars – chitarra solista (2002-2003)
- Dan Battenhouse – basso (2002-2004)

## Discografia

### Album in studio
- 2005 – How to Save a Life
- 2009 – The Fray
- 2012 – Scars & Stories
- 2014 – Helios

### Raccolte
- 2016 – Through the Years: The Best of The Fray

### Album dal vivo
- 2006 – Live at the Electric Factory: Bootleg No. 1
- 2007 – Acoustic in Nashville: Bootleg No. 2
- 2009 – Live from the 9:30 Club: Bootleg No. 3

### EP
- 2002 – Movement
- 2003 – Reason
- 2009 – The Fray: Live from SoHo
- 2024 – The Fray is Back

### Singoli
- 2006 – Over My Head (Cable Car)
- 2006 – How to Save a Life
- 2006 – Happy Xmas (War Is Over) (solo Stati Uniti)
- 2007 – Look After You
- 2007 – All at Once
- 2008 – You Found Me
- 2009 – Never Say Never
- 2009 – Heartless
- 2010 – Syndicate
- 2011 – Heartbeat
- 2012 – Run for Your Life
- 2013 – Love Don't Die
- 2016 – Changing Tides
- 2024 – Time Well Wasted
- 2024 – Don't Look Down
- 2025 – My Heart's A Crowded Room